# 培僑中學

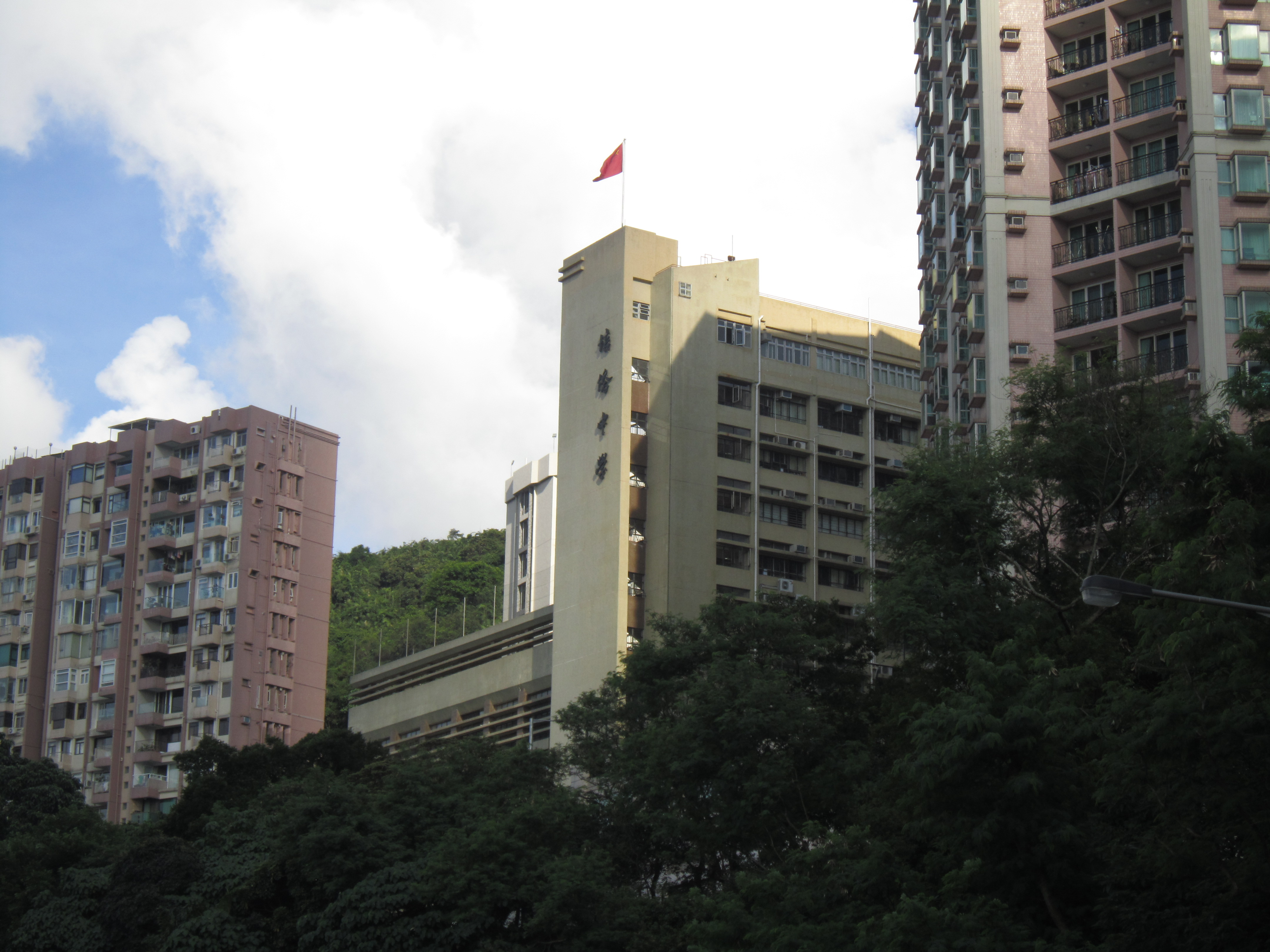
培僑中學校舍

培僑中學 （英語：Pui Kiu Middle School，簡寫PKMS，簡稱培僑），是香港的一所直資中學，位於香港北角寶馬山天后廟道190號，於1946年由東南亞華僑出資創辦。
培僑中學的創校宗旨為培養華僑子弟。1949年，中國國民黨於國共內戰失利而退守台灣，大陸政權易主，培僑中學因承認中共政權，長期受香港親國民黨勢力敵視，亦因學校一直貫守的左傾立場，被港英政府針對，培僑中學因而被視為香港「左派學校」之一。1958年，培僑校長杜伯奎因從事中共間諜活動，被港英當局遞解出境。以香港回歸為契機，培僑中學為了修復國共鬥爭的歷史傷痕作出多番嘗試。現時學校校舍四樓立有一尊由孫中山庶孫女—孫穗芳送贈的孫中山先生像。
此外，在香港回歸後，為了洗掉左派學校的刻板印象，培僑中學一改以往的作風。該校於2005年在沙田以「培僑」之名另外開辦培僑書院，以英語作為主要教學語言，提供國際基礎課程（International Foundation Year）或英國高級程度會考課程，走如同國際學校的辦學路線。在2020年7月更與深圳市龍華區及信義集團簽約，籌建香港培僑書院深圳龍華信義學校，為一所國際學校。
在2022年初，該校辦學團體—培僑教育機構，聯同另外五個左派辦學團體（香島教育機構、漢華教育機構、香港福建商會教育基金、香港勞校教育機構、香港教育工作者聯會）組成「香港華夏教育機構」，致力於加強辦學團體、學校之間的聯繫，共同關注和促進香港教育的發展。

## 大事紀
培僑中學創校初年至1983年的校址位於跑馬地樂活道的朗園別墅（現比華利山）。因朗園校舍地段於1970年代末易手，校方於是另覓校址，並於1980年代初投得北角天后廟道一幅地皮。結果在朗園舊址新業主地產商贊助大部分建築費的情況下，建成現時的新校舍，在1983年遷入。吳康民接任校長開始實行買位政策。
培僑曾設有兩所小學，一所位於銅鑼灣威菲路道，名為培僑小學；另一所位於灣仔莊士敦道，名為培僑校友會小學。1980年之前，兩所小學先後結束。十多年後於小西灣再開辦小學。另外，學校亦曾於1969年在上水設有分校。
- 1958年，培僑校長杜伯奎被港英政府以涉嫌為中共蒐集情報為由遞解出境。有意見認為，杜伯奎被遞解出境是由於該校圖書館藏有陳嘉庚的《南僑回憶錄》和劉少奇的《論共產黨員的修養》等政治禁書。[6]
- 1980年，遷校到寶馬山，新校由司徒惠建築師事務所的林嘉廉設計。寶馬山校舍由當時的香港中文大學校長馬臨博士主持奠基儀式，奠基之碑文現列於寶馬山校園門左側。
- 1991年，成為第一批直資學校。[4][7]
- 1997年6月，候任行政長官董建華蒞臨培僑中學畢業典禮擔任主禮嘉賓。
- 2000年9月，培僑小學正式開課。
- 2003年11月4日，中國首位宇航員楊利偉上校和系統總指揮宿雙寧院士訪問培僑中學。
- 2006年9月，培僑書院正式開課。
- 2015年5月，培僑中學面臨中東呼吸綜合症危機要消毒，被隔離學生有壓力。[8]同年9月，培僑中學鉛水超標。[9]
- 2016年11月，培僑中學70周年校慶晚宴當日有多名官員出席：梁振英、張曉明、吳康民、曾鈺成，二千友好赴會。[10]
- 2017年，政務司司長張建宗出席培僑中學畢業典禮。[11]
- 2018年12月，培僑書院小學部流行手足口病，感染數十學童。[12]
- 2019年，事隔20多年，學校男子組別重返學界D2田徑。
- 2021年，培僑中學教師，身兼香港教聯會副主席民建聯成員的穆家駿在Facebook「強烈譴責」香港羽毛球代表隊伍家朗黑衣作賽，連日來反被輿論炮轟，民建聯主席李慧琼指，穆家駿的表達方式及語氣過重，該黨已要求他就言論道歉或公開解釋。[13]
- 2023年6月20日，培僑中學四年級（高中一年級）全體學生寫信給中共中央總書記習近平，匯報其一年來參加學校愛國教育活動情形，如派人參加第九批在南韓志願軍遺骸歸國儀式、教師鼓勵學生參加「帶者我的夢想上天宮」全網主題活動[14]。7月24日，習近平總書記回信勉勵他們深入了解中國與世界，將來成為棟樑為香港與民族積極貢獻力量[15]。

## 開設科目
培僑中學是直接資助計劃的中文中學，未有英文預科班，自新學制推行後，大學預科班全面取消。
現時培僑每級設四班，總計二十四班。校園設有位於琴行街的校友會、游泳池、學生宿舍、實驗室、電腦室、課室、室內飯堂、禮堂、圖書館，及室內體育館。

## 學生會
學生會由同學一人一票選出，競選期間，由學生自行組閣並向同學拉票。

## 著名/傑出校友
本列表列出為收生記錄培僑中學的知名校友。列表將人物粗分為數大類，並遵循各類內容不重疊的原則進行編輯包括：
- 程介南：前立法會議員（香港島），公關顧問
- 張華峰，SBS，JP：立法會議員（金融服務界）
- 馬力，GBS，JP：前立法會議員（香港島）、前民建聯主席、前港區全國人大代表
- 李沛瑤：前任民革中央主席，前全國人大副委員長
- 林啟暉，MH：前南區區議會議員
- 丁江浩，MH：前東區區議會議員
- 洪錦鉉：前觀塘區議會議員
- 潘國華，MH：九龍城區議會議員
- 楊永杰：立法會議員（九龍中）、九龍城區議會議員
- 高文安：香港著名室內設計師（1961年中六）[16][17]
- 顧敏：深圳前海微眾銀行董事長，前中國平安保險集團副總經理、麥肯錫顧問
- 陳勁：中富石油公司董事長
- 杜玉鳳：香港天行集團主席
- 李詠怡：粵豐環保電力有限公司主席兼執行董事
- 吳綽楠：得生全球有限公司创始人與董事[18]；第五十六屆校友；在校時姓名吳梓燿
- 程介明，SBS，JP：前香港大學教授、前香港大學副校長（1961年中六）[16][17]
- 穆家駿：現為該校教師，現為教聯會副主席及青年民建聯副主席，文匯報專欄作者
- 陶傑：香港著名專欄作家、節目主持人（曾於培僑就讀中四、中五）
- 周海嬰：中國著名作家魯迅兒子（曾於1946年間就讀）
- 何紫：香港著名兒童文學作家（1959年）[19]
- 謝君豪：香港男演員[註 1]
- 翁虹：香港著名女藝人
- 朱江：香港已息影老牌演員
- 王偉：香港已故演員
- 劉錫賢：香港男藝人
- 吳錦源：香港著名導演、監製、編劇[20]
- 鄭健樂：香港男演員、主持及健身教練
- 許秉珩：香港配音員、影視演員
- 凌文海：前麗的電視及亞洲電視演員、將軍澳厚德選區議員
- 程美段：香港女藝員、少女模特兒
- 陳觀泰：香港男演員[21]
- 張雷：香港男演員（1972年中五）
- 黎漢持：香港已故男演員[22]
- 方駿釗：香港無綫電視戲劇部監製
- 歐陽乃沾：香港著名畫家[23]
- 羅曼兒：香港馬拉松運動員（1984年中六）[24]
- 廖志強：前香港十項全能運動員、前撐竿跳香港紀錄保持者
- 鄭文雅：香港女藝人
- 譚佩瑩：音樂老師
- Delta T：香港男歌手

## 相關團體
- 培僑教育機構
- 培僑小學
- 培僑書院

## 外部連結

### 官方
- 培僑中學（页面存档备份，存于） 官方網站

### 其他
- 培僑中學校友會新聞 大公報網站
- 林嘉嘉的哲學教育碩士論文 《政治與教育之相互作用之「一所香港「愛國學校」之研究」》（页面存档备份，存于） 中大校網
- 培僑書院沙田區新校舍[永久] 教育局

22°17′16″N 114°12′17″E / 22.287829°N 114.204719°E